# Gurgen Dabaghyan
Gurgen Dabaghyan (armenisch Գուրգեն  Դաբաղյան; * 10. März 1988 in Jerewan) ist ein armenischer Sänger.
Der Sohn des Sängers Levon Dabaghyan und Neffe des Duduk-Spielers Geworg Dabaghyan war als Kind beeindruckt von einem Film über den Sänger Sayat Nova und begann dessen Lieder zu singen. Seine erste CD 8-aged fair-child to his native country erschien in den USA 1996. Im gleichen Jahr gewann er mit dem Aram-Merangulyan-Ensemble beim Festival "Mein unabhängiges Armenien ist fünf Jahre alt" den Ersten Preis. Eine CD (Ich bin 10) folgte 1998.
2000 erschien seine CD Der kleine Prinz des armenischen Liedes. Dabaghyan gab Solokonzerte u. a. in  den USA, Deutschland, England, Russland, Ägypten, der Ukraine und im Iran und wurde 2003 beim von der Stiftung Armenia veranstalteten Wettbewerb Road to the future als bester Sänger ausgezeichnet. Es folgten weitere Konzerte in der großen Konzerthalle der armenischen Philharmonie, in Sankt Petersburg und anderen Städten Russlands, in der Ukraine und Los Angeles. Seine dritte CD veröffentlichte er unter dem Titel Moscow winks. Neben seiner Konzerttätigkeit studiert Dabaghyan Musik am Konservatorium von Jerewan.